# 羽生村 (岐阜県)
羽生村（はにゅうむら）は、かつて岐阜県加茂郡にあった村である。現在の加茂郡富加町羽生に該当する。
奈良県正倉院に所蔵されていた現存する日本最古の戸籍である半布里戸籍（はにゅうりこせき）は、この羽生村（半布里）のものと推定されている。

## 歴史
- 1889年（明治22年）7月1日 - 町村制により、羽生村が発足。
- 1897年（明治30年）4月1日 - 滝田村、大山村、高畑村、夕田村が合併し、富田村が発足。同日羽生村は廃止。

## 神社・仏閣
- 半布神社